# Megachile trepida
Megachile trepida är en biart som beskrevs av Mitchell 1930. Megachile trepida ingår i släktet tapetserarbin, och familjen buksamlarbin. Inga underarter finns listade i Catalogue of Life.